# 三光里 (台南市)
三光里是中華民國臺灣臺南市北門區的行政區劃，區域內有兩個傳統聚落，分別是三寮灣與蘆竹溝，鄰近北門潟湖，以紅蔥頭與蚵為主要的產業。

## 地理
三光里位於北門區南端，將軍溪北岸且鄰近出海口，向西則是北門潟湖。以台南市174市道為界，北邊為慈安里，向東過一圳溝之後為傳統聚落溪底寮，即為文山里。

## 聚落歷史

### 三寮灣
學甲十三庄之一，關於三寮灣的地名由來說法不一；其一，早年有三、五戶漁民在這裡搭寮捕魚，而要從溪底寮到此必須西行繞彎；其二，先民來台之後在此聚居，搭建的三間草寮之間因為道路彎曲，所以叫「三寮灣」。

### 蘆竹溝
早年必須要從三寮灣西行並且度過蘆竹之溝才能到達進入庄頭，故名為蘆竹溝。
這兩個聚落在日治時期皆屬於溪底寮下之大字。戰後合屬於三光村，而這個名稱是從庄廟慈安宮內的匾額「三光普照」而來。2009年12月25日台南縣市合併升格直轄市，改制為三光里。

## 教育
轄區內無學校，學童會到三慈國小就讀。

## 文化資產
本地兩個聚落分別有兩座庄廟，三寮灣東隆宮以及蘆竹溝西天宮。
三寮灣東隆宮位於三光里95號，為三寮灣庄廟，廟宇主祀神之一李府千歲即為庄頭守護神，是三寮灣先民於明鄭時期渡海來台時從家鄉奉請而來。三寮灣東隆宮又稱為「開基第二東隆宮」，原本有舉辦三年一科的王船醮，且曾被提報過市定民俗，現在則不定期舉辦，由東隆宮主祀神之一溫府千歲主持祭典。

## 景點
- 東隆宮王爺信仰文物館：1996年啟用，設有演藝廳、王爺信仰文物館、禮俗文物館、水滸英雄館及三寮灣人故事館等。[1]

- 北門潟湖：蘆竹溝面西水域即是北門潟湖，是重要的蚵養殖場域，因此退潮時可見到許多蚵架立於湖內。

## 其他特色
在地產業
- 蚵：生長於鄰近蘆竹溝的北門潟湖。

- 紅蔥頭：大多種植於三寮灣周圍農地，每年農曆過年前後採收。